# Feliks Krasuski

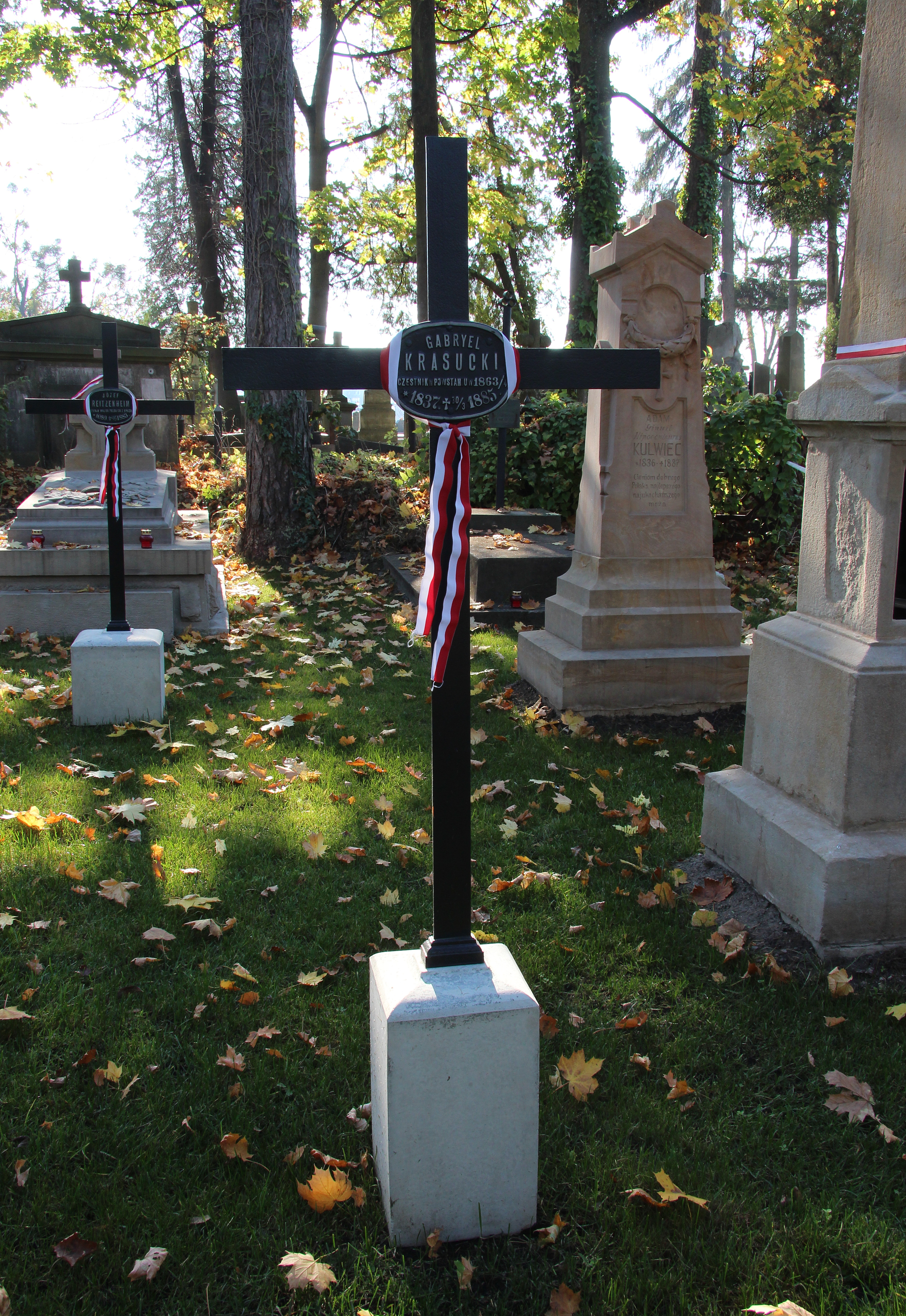
Grób Feliksa Krasuskiego

Feliks Krasuski, ps. „Gabriel Schmeidel” (ur. 1837, zm. 30 marca 1885 we Lwowie) – polski rzeźbiarz, uczestnik zamachu na gubernatora Berga.
Ukończył gimnazjum realne i w 1847 roku rozpoczął studia w Szkole Sztuk Pięknych w Warszawie, gdzie studiował u Konstantego Hegla do 1855 roku. W 1863 roku pracował w kościele w Wilanowie. Wraz z bratem Dominikiem i innymi przygotował i przeprowadził 19 września 1863 roku nieudany zamach na Berga. Dominik został schwytany i stracony 13 sierpnia 1864 roku, Feliks zbiegł za granicę.
Został pochowany na Cmentarzu Łyczakowskim we Lwowie.